# Clara Schumann
Clara Schumann, geboren als Clara Josephine Wieck (Leipzig, 13 september 1819 – Frankfurt am Main, 20 mei 1896) was een Duitse pianiste, componiste, pianodocente en uitgever. In 1840 trouwde ze met Robert Schumann.

## Biografie

### Gezinssamenstelling
Clara Wieck werd op 13 september 1819 in Leipzig geboren. Op 6 oktober werd zij in de Nicolaikerk aldaar gedoopt en kreeg de namen Clara Josephine. Haar ouders waren Friedrich Wieck en Mariane Wieck geb. Tromlitz. Moeder Mariana kwam uit een familie van musici en was zelf een begaafd pianiste en zangeres. Friedrich Wieck studeerde theologie, maar zijn hart lag van jongs af aan bij de muziek. Hij liet zich scholen op de piano, richtte een pianofabriekje op en opende een uitleencentrum voor bladmuziek. Uit het huwelijk werden vijf kinderen geboren. De oudste dochter Adelheid stierf al jong; daarna volgden Clara en de broers Alwin, Gustav en Viktor. In 1824, toen Clara vijf jaar oud was en Viktor net geboren, scheidden haar ouders. Conform het toenmalige Saksische recht werd Clara aan haar vader toegewezen.
Vader Wieck trouwde met de twintig jaar jongere Clementine Fechner. Uit dit huwelijk kwamen nog drie kinderen voort. Zijn dochter Marie leidde hij ook op als pianiste. Clara's moeder hertrouwde met Adoph Bargiel. Uit dit huwelijk werden vier kinderen geboren. Hun oudste zoon Woldemar werd later componist.

### De strenge vader – leraar

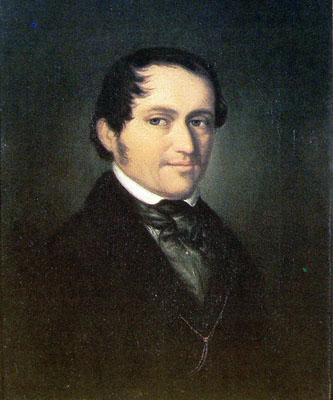
Friedrich Wieck rond 1830. Schilderij in het Schumannhaus Zwickau

Friedrich Wieck wijdde zich geheel aan de opvoeding van zijn kinderen. Hij ging door voor autoritair en streng maar rechtvaardig. Doordat Clara groot muzikaal talent aan de dag legde was hij in hoge mate op haar ontwikkeling gericht, met het doel haar zo snel als mogelijk als wonderkind en pianovirtuoos voor het voetlicht te brengen. Hij haalde haar na enkele jaren van de openbare basisschool. Voortaan kreeg ze thuis privéles zodat ze zich geheel op haar pianospel en muzikale ontwikkeling kon richten. Hierdoor was Clara's algemene ontwikkeling buiten de muziek beperkt.
Vanaf 1827 hield vader Wieck een dagboek voor Clara bij. Hij schreef in de ik-vorm alsof zij zelf aan het woord was. Toen Clara zelf ging schrijven moest ze hem haar notities ter inzage voorleggen. Hier een citaat uit het dagboek van de toen negenjarige Clara:
Mijn vader, die al lang tevergeefs op een verandering in mijn instelling wachtte, constateerde vandaag dat ik nog steeds zo lui, nalatig, slordig, eigenzinnig, ongehoorzaam enz. ben en dat met name in mijn pianospel. Omdat ik de nieuwe variaties op. 26 van Hünten zo slecht aan hem voorspeelde verscheurde hij de muziek voor mijn ogen, en nu wil hij mij geen les meer geven en mag ik niets anders spelen dan etudes van Cramer en trilleroefeningen van Czerny.
Wieck gaf zijn dochter persoonlijk les en had daarmee succes: Clara oogstte veel applaus met haar optredens. Clara was het uithangbord voor zijn pianopedagogische methode. Ook musici als Robert Schumann en Hans von Bülow waren zijn leerlingen. De strenge pianistische training was vanuit huidig perspectief misschien niet kindvriendelijk, naar maatstaven van die tijd was de methode zeer modern en veelzijdig. Nieuw waren de theorie-, improvisatie- en compositielessen en wandelingen in de buitenlucht. Wieck was beïnvloed door de methode van Johann Bernhard Logier, in die tijd een spraakmakende pianopedagoog. Een onderdeel van zijn systeem was het gebruik van de chiroplast, een apparaatje dat de handen in de juiste houding positioneerde. Eva Weissweiler ziet de invloed van de vader terug in de ontwikkeling van de concertprogramma's van Clara: aanvankelijk speelde zij vooral bevallige stukken van componisten als Friedrich Kalkbrenner, Camille Pleyel, Ignaz Moscheles en Henri Herz. Toen haar vaders invloed afnam verschenen er werken van Ludwig van Beethoven, Johann Sebastian Bach en Robert Schumann in haar concertprogramma's.
Wieck was behalve haar leraar ook Clara's impresario en organiseerde haar concertreizen die vaak bijzonder inspannend waren. Hij haalde uitnodigingen voor optredens binnen en zorgde ervoor dat er op de concertlocatie een goed functionerende vleugel klaar stond. Dat viel nog niet mee aan het begin van de negentiende eeuw, het was moeilijk om aan een goed instrument te komen dat bovendien nog gestemd was. Voor ieder concert was er de vrees dat het mechaniek het halverwege zou begeven. Het kon gebeuren dat tijdens het spelen toetsen bleven hangen of dempers niet terug op de snaren vielen, zodat een ongewenst doorklinkende toon het hele stuk bedierf. Daarom had Wieck altijd een heel assortiment pianogereedschap bij zich zodat hij voor het begin van het concert de piano kon stemmen of repareren. Later zond hij instrumenten naar de optredens die hij zelf had geselecteerd zodat Clara op een haar vertrouwd instrument kon spelen.

### Ontwikkeling als wonderkind

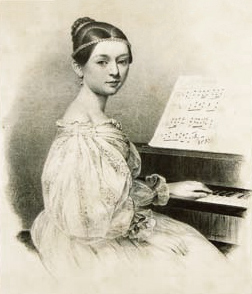
Clara als vijftienjarige, lithografie van Julius Giere. Op de vleugel staat de bladmuziek van haar pianoconcert in a-mineur op. 7

Clara leerde pas heel laat spreken, vermoedelijk pas toen ze vier jaar oud was. In die periode woonde zij een jaar lang bij haar grootouders. Toen ze vijf werd ging ze terug naar haar vader en begonnen de intensieve pianolessen. Haar eerste openbare optreden was op 20 oktober 1828 in het Gewandhaus in Leipzig. Ze speelde tijdens een concert van de pianiste Caroline Perthaler samen met Emilie Reichold, ook een leerlinge van Wieck, een quatre-mains van Friedrich Kalkbrenner. Hierover schreef de Allgemeine musikalische Zeitung uit Leipzig:
In hetzelfde concert werden wij aangenaam verrast door de pas negenjarige, muzikaal uiterst begaafde Clara Wieck, die variaties over een mars uit Moses van Kalkbrenner voor vier handen ten gehore bracht, en daarmee algemene en welverdiende bijval oogstte. Onder de liefdevolle leiding van haar vader die zeer ervaren en kundig is op het gebied van pianospel en muziek zien wij alle reden om van haar in de toekomst grootse prestaties te verwachten.— Allgemeine musikalische Zeitung
Clara speelde voor Goethe en kende ook Niccolò Paganini en Franz Liszt persoonlijk. In haar jonge jaren trad ze op in talrijke steden in binnen- en buitenland. Amper negentien jaar oud viel haar in Wenen de eer ten deel om als kaiserlich königliche Kammer-Virtuosin benoemd te worden.
Ook met componeren begon Clara heel vroeg. Toen Clara tien of elf jaar was werden haar Quatre Polonaises op. 1 gepubliceerd. Daarop volgden Caprices en forme de valse, Valses romantiques, Soirées musicales, een pianoconcert en meer.

### Toenadering tot Robert Schumann
Clara leerde Robert Schumann in 1828 kennen; zij was toen acht, hij achttien. Vanaf 1830 woonde Schumann een jaar lang in bij de Wiecks en had pianoles van haar vader. Robert had plezier in het meisje en vertelde haar en haar broertjes zelfverzonnen sprookjes.
In die periode had hij een liaison met een meisje dat hij in zijn dagboeken Christel noemde. Bedoeld wordt hiermee waarschijnlijk Christiane Apitzsch die naar men denkt als dienstmeisje bij de Wiecks werkte. In 1834 verloofde hij zich met Ernestine von Fricken, eveneens een leerlinge van Wieck. Boze tongen beweren dat hij zich terugtrok uit die verbintenis toen hij hoorde dat ze een aangenomen kind was en daarom geen recht had op de erfenis.

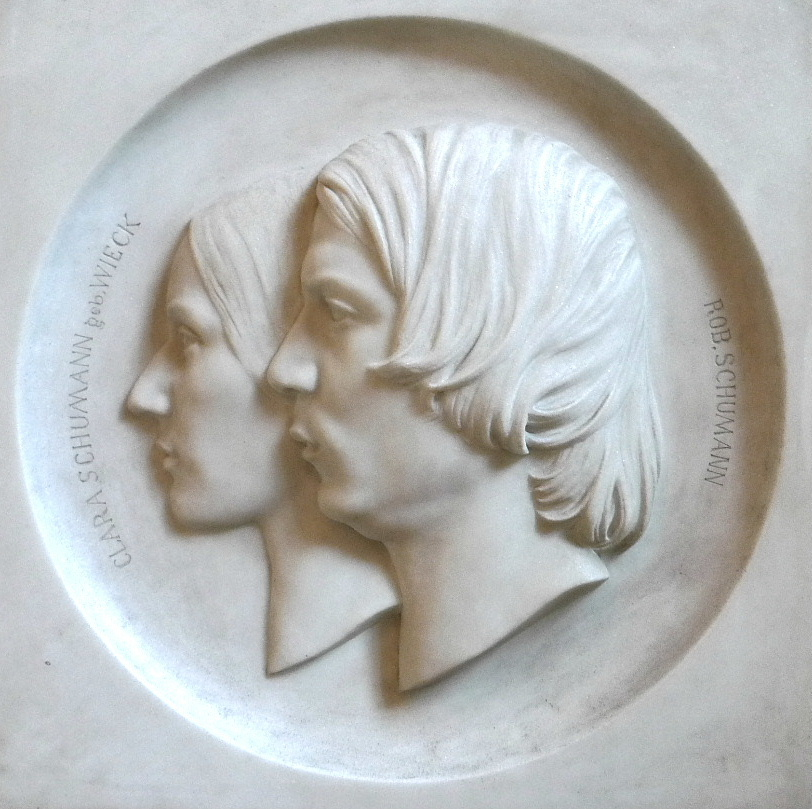
Marmeren reliëf van Clara en Robert Schumann, Robert-Schumann-Haus, Zwickau

Clara was van begin af aan onder de indruk van Robert. Toen ze zestien was kwamen ze nader tot elkaar. Nog in zijn latere brieven kon Robert van de eerste kus in vuur en vlam raken. Hij noemde haar teder zijn Zilia of zijn Chiara en gaf een deel van zijn pianocyclus Carnaval, op. 9 de titel Chiarina.
Clara's vader daarentegen was geenszins bereid haar hand aan een jonge man te geven die geen beroep had en niet eens meer pianist kon worden. Robert had namelijk een blessure aan de middelvinger van zijn rechterhand opgelopen die hijzelf als zwakte en verlamming omschreef en die zijn carrière als pianovirtuoos aan een voortijdig einde had geholpen. Ook het feit dat Robert wel succes had als muziekredacteur en samen met Wieck de Neue Zeitschrift für Musik had opgericht kon hem niet van gedachten doen veranderen.
Haar vaders neiging om Clara in alles te controleren nam tirannieke trekken aan. Hij verbood het jonge paar ieder contact. In eerste instantie bereikte hij zijn doel door talloze concertreizen voor Clara te plannen. Hij bewaakte haar dag en nacht en maakte ook briefcontact onmogelijk. Kennelijk confisqueerde hij ook de inkt zodat ze niet aan Robert kon schrijven. Uit haar heimelijke brieven aan hem spreekt haar nood:
Neem me niet kwalijk dat mijn handschrift er zo liederlijk uitziet. Stel je voor dat ik staand voor de commode op mijn blaadje schrijf, terwijl ik iedere keer naar de andere kamer moet lopen om mijn pen in de inktpot te dopen."
En een andere keer:
"Wees alsjeblieft niet boos op me dat deze brief zo kort uitvalt. Bedenk dat het al tien uur is en ik doodsbang op mijn kamertje sta te schrijven.
Wieck stuurde zijn dochter in 1837 naar het bevriende echtpaar Serre naar Maxen bij Dresden. De Serres bleken de relatie tussen de twee echter te steunen.
In 1838 schreef Schumann zijn Noveletten en droeg ze officieel op aan de sopraan Clara Novello die in Duitsland gastoptredens gaf. Maar officieus waren ze voor haar naamgenote Clara Wieck bedoeld.

### Huwelijk

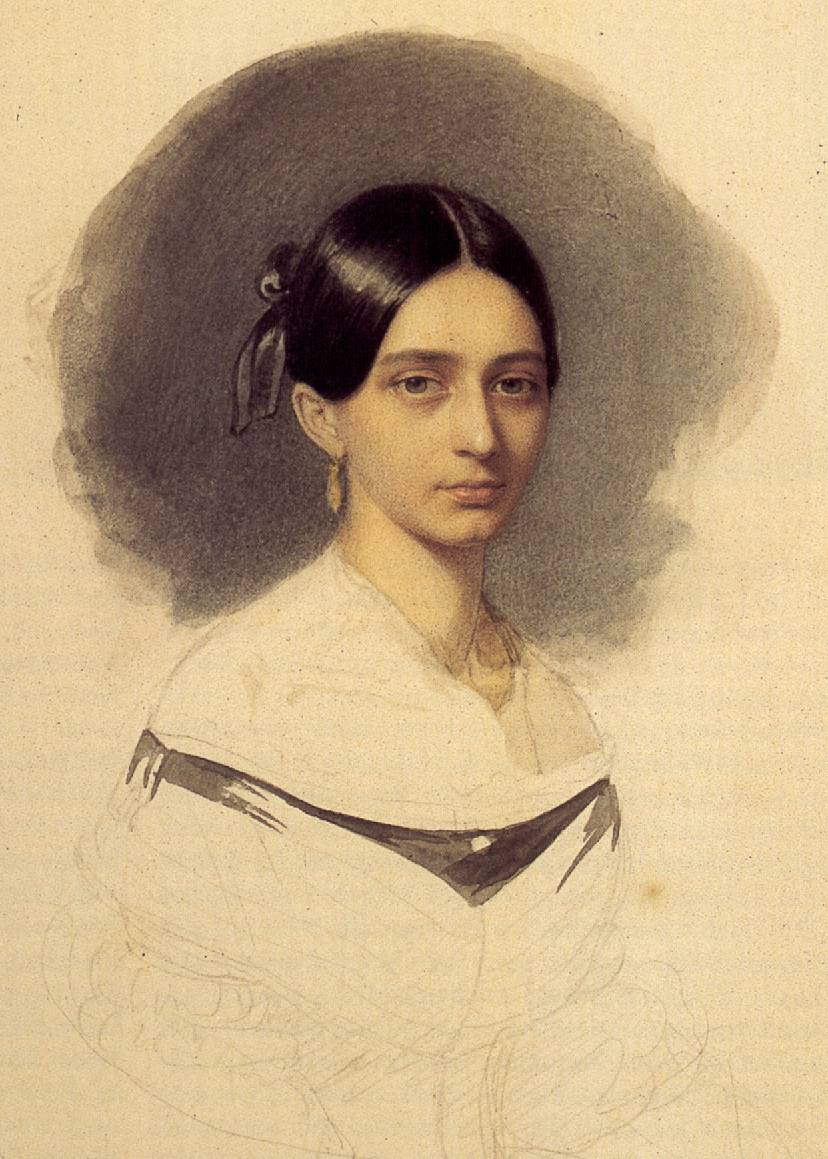
Clara Wieck in 1840, kort voor haar huwelijk met Robert Schumann

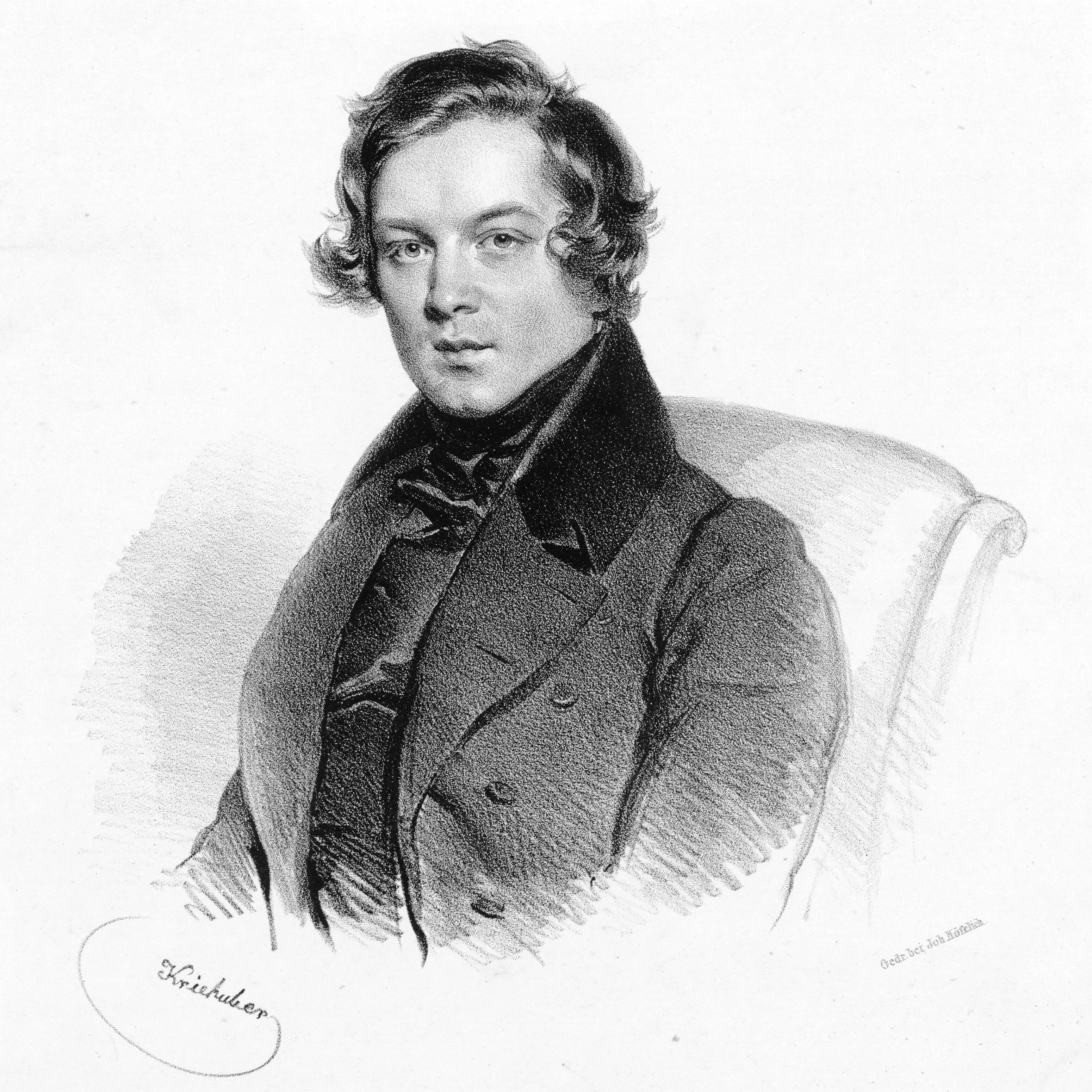
Robert Schumann (1839)

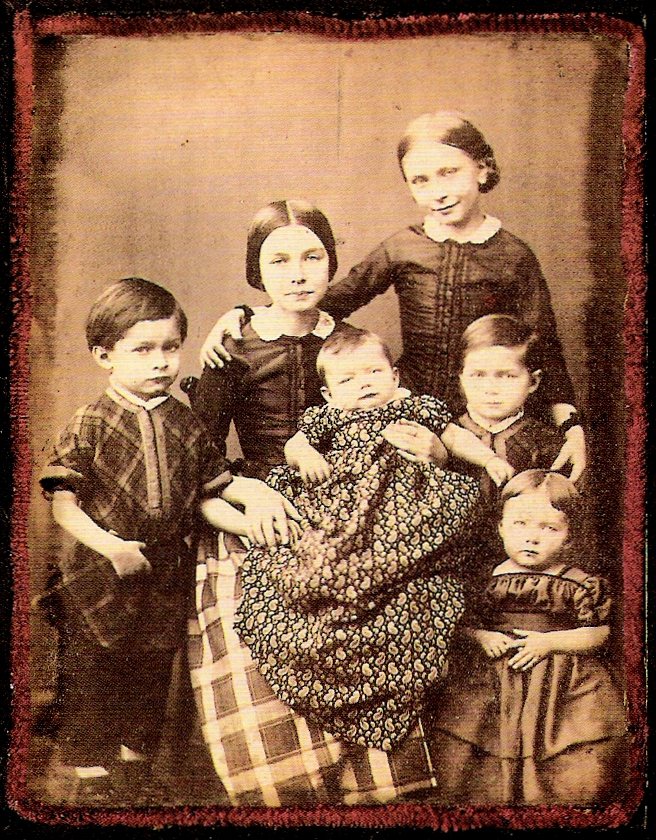
De kinderen van de Schumanns in 1854. Van links naar rechts: Ludwig, Marie, Felix, Elise, Ferdinand en Eugenie. Julie ontbreekt op de foto, Emil was al in 1847 gestorven

Ten slotte wendden Robert en Clara zich in september 1838 tot het hof in Leipzig met het rekest, vader Wieck te verplichten om toestemming voor het voorgenomen huwelijk te geven, ofwel deze toestemming ambtshalve te verlenen. De zaak schoot niet op, niet in de laatste plaats door toedoen van Friedrich Wieck.
Op 1 augustus 1840 verleende het hof de toestemming, waarop het huwelijk op 12 september 1840 in de Gedächtniskirche Schöneberg bij Leipzig voltrokken werd, één dag voor Clara's eenentwintigste verjaardag. De middag van die dag bracht het stel door in het Gutspark van Mölkau, zoals nog steeds op een gedenkplaat in Leipzig-Mölkau te zien is.
Tijdens de eerste jaren in Leipzig werden twee dochters geboren, Marie (1841–1929) en Elise (1843–1928). In de jaren daarna in Dresden en Düsseldorf volgden nog zes kinderen: Julie (1845–1875), Emil (1846–1847), Ludwig (1848–1899), Ferdinand (1849–1891), Eugenie (1851–1938) en Felix (1854–1879).
Een min of kindermeisje nam de zorg voor de kinderen op zich, zoals in de burgerij destijds gebruikelijk was. Het vierde kind was een jongen, de zoon waarop ze lang hadden gehoopt, maar hij stierf al toen hij nog maar 16 maanden oud was.
De eerste vier huwelijksjaren woonden de Schumanns in het tegenwoordige Schumann-Haus in Leipzig. Persoonlijkheden als Felix Mendelssohn Bartholdy, Hans Christian Andersen en Franz Liszt waren er kind aan huis. Ze organiseerden er ook concerten en lezingen in de concertzaal. In 1843 kwam het tot een verzoening tussen Wieck en het echtpaar Schumann. Vader Wieck zette de eerste stap.
Het samenleven met Robert was voor Clara ondanks dat ze er zo lang naar verlangd had ook enigszins ontluisterend. In haar voorstelling had ze hun liefde tijdens de jaren waarin ze van elkaar gescheiden waren tot bovenaardse proporties geïdealiseerd. Nu werd deze blootgesteld aan het leven van alledag. In elk geval was Clara nu bevrijd van de knellende dominantie van haar vader. Eindelijk kon ze de onder het regime van haar vader verzuimde algemene ontwikkeling inhalen. Ze las Goethe, Shakespeare en Jean Paul. En ze hield zich behalve met de werken van haar man ook bezig met Johann Sebastian Bach, Ludwig van Beethoven en Frédéric Chopin.
Robert zag het niet graag dat Clara haar concertpraktijk wilde voortzetten. Hij verlangde haar aanwezigheid aan zijn zijde. Op zijn verzoek beperkte Clara haar studie op de piano omdat hij zich anders niet op het componeren kon concentreren. Bovendien wilde hij dat Clara meer zou componeren en haar stijl aan de zijne zou aanpassen. Hij was niet te spreken over het soort romantische composities waarbij het enkel om virtuositeit en bravoure ging, die hij niet serieus genoeg vond. Hij streefde naar een musikalische Zweisamkeit in Einheit (muzikaal met zijn tweeën een eenheid vormen), het vroegromantische ideaal van een kunstenaarsgemeenschap. Zo bracht de in 1841 door het echtpaar gezamenlijk gepubliceerde liederencyclus de recensenten in de netelige situatie, dat men niet kon zeggen welk stuk van wie van de twee was.
Robert introduceerde ook een echtelijk dagboek. Om de beurt schreven Clara en hij erin. Vroeger had haar vader haar dagboek gecontroleerd, nu werkte ze mee aan een dagboek dat door haar echtgenoot gelezen werd. Maar voor de gesloten en zwijgzame Robert was het dagboek ook een manier om met elkaar over moeilijk bespreekbare dingen te communiceren. En Clara maakte gebruik van het dagboek om hem haar visie op bepaalde zaken te openbaren.

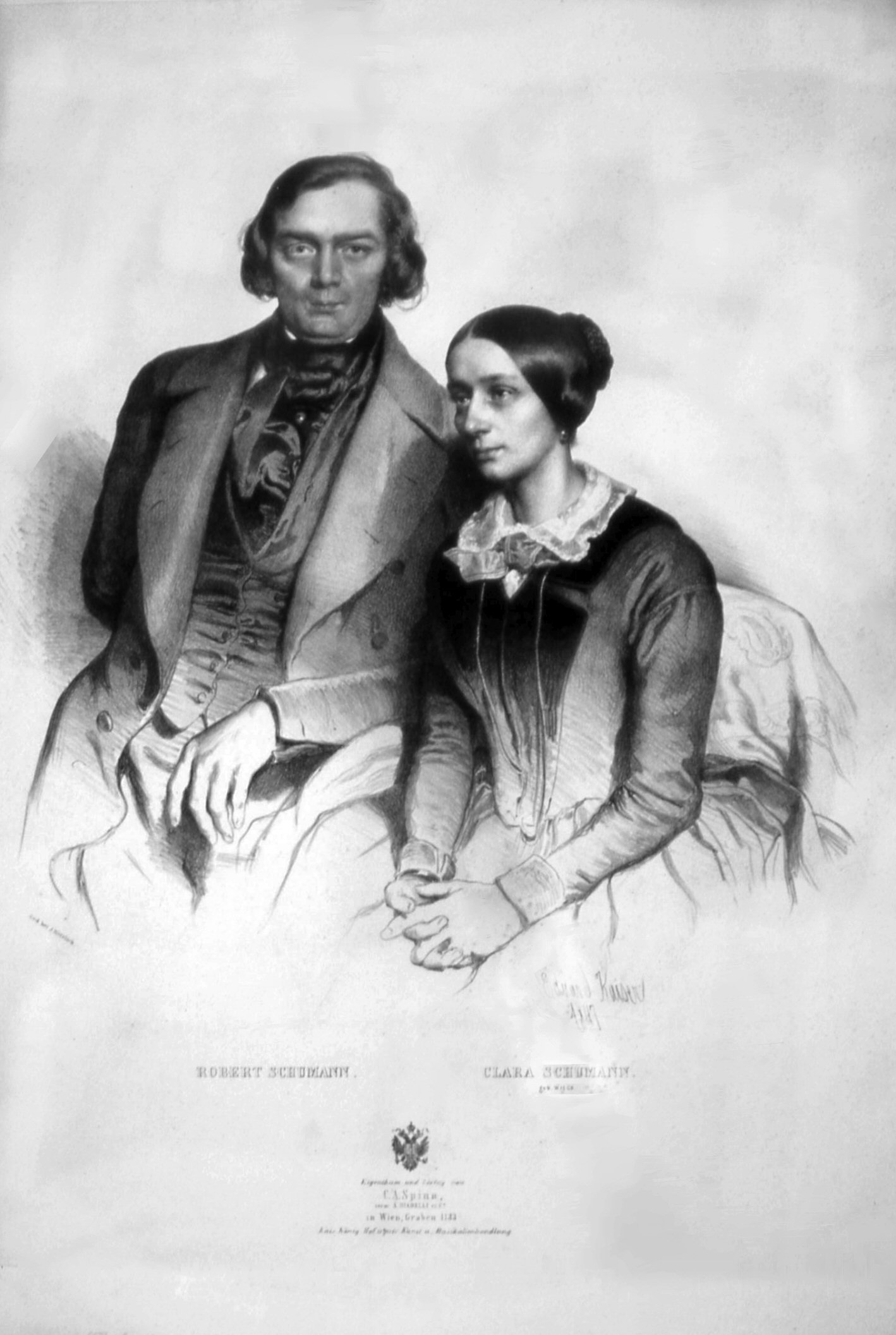
Robert en Clara Schumann, lithografie door Eduard Kaiser, 1847

### Voortzetting van de carrière als pianiste
Al gauw kreeg Clara het voor elkaar dat ze weer kon gaan optreden. Gezien de financiële situatie van het gezin was dat ook verstandig. De inkomsten uit Clara's concerten waren onmisbaar voor de Schumanns om het hoofd boven water te houden. Overigens kwamen haar concerten ook aan haar man ten goede; door zijn beschadigde vinger kon hij immers zijn eigen werken niet meer in het openbaar spelen. Clara vertolkte zijn composities op haar concerten en verschafte ze daarmee op den duur bekendheid in heel Europa. Zij droeg op deze wijze aanzienlijk aan zijn roem als componist bij.
Clara reisde voor concerten naar Denemarken, een reis die ze alleen maakte – per trein, voor die tijd een heel avontuur. Op een concertreis in 1844 naar Rusland voor concerten in Petersburg en Moskou vergezelde Robert haar. Ze werden er door de familie van de tsaar ontvangen. Het is bekend dat Robert Clara's roem niet altijd kon waarderen. In de praktijk speelde zij de hoofdrol en oogstte ze al het succes tijdens de tournees.
Legendarisch is de vraag die Prins Frederik der Nederlanden tijdens een concert van Clara aan Robert stelde: “Doet u ook aan muziek?”

### Dresden
In december 1844 verhuisden de Schumanns naar Dresden. Robert deed er vergeefse pogingen om een aanstelling als vaste dirigent van een concert- of opera-instelling te bemachtigen. In de jaren tot 1846 was hij vaak ziek en somber. In elk geval hadden ze nu een groter huis waardoor Clara in een afgescheiden ruimte piano kon studeren zonder haar man bij het componeren te storen.
Eind 1849 werd Robert de aanstelling als stedelijk muziekdirecteur in Düsseldorf aangeboden. Dit aanbod nam hij aan.

### Düsseldorf

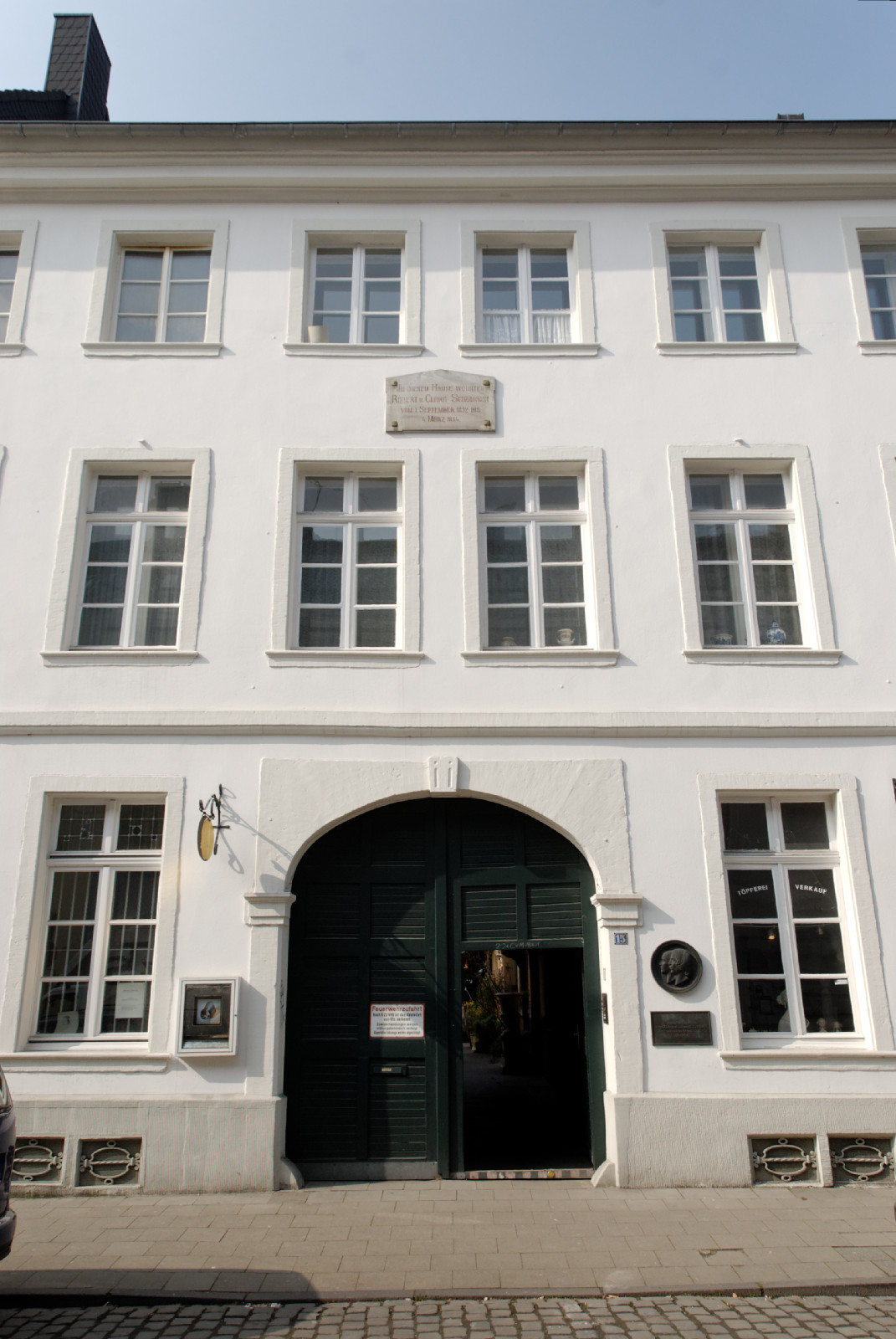
Bilker Straße 15 in Düsseldorf-Carlstadt: hier huurden Clara en Robert Schumann van augustus 1852 tot augustus 1855 twee étages

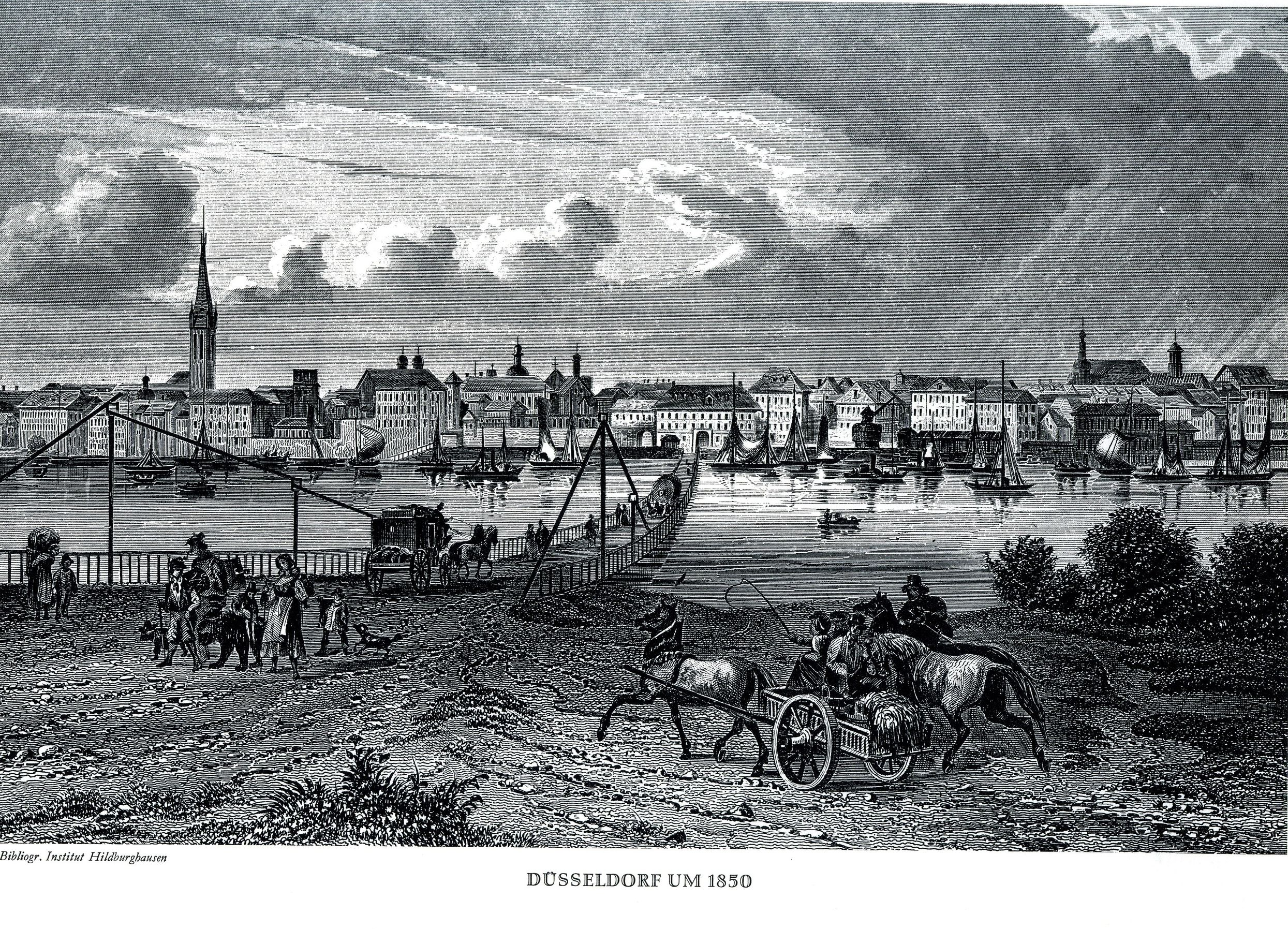
Pontonbrug in Düsseldorf. Gravure uit 1850.

Het gezin verhuisde in 1850 naar Düsseldorf. Clara gaf concerten en assisteerde haar man bij het werk met het orkest en het koor. Beiden klaagden over gebrek aan discipline bij de musici, waardoor de repetities en concerten niet aan hun verwachtingen voldeden en het gewenste succes uitbleef. Extra belastend was dat het gezin binnen Düsseldorf nog drie keer moest verhuizen. Ondertussen werd er weer een kind geboren en had Clara bovendien nog een miskraam.
Begin 1854 bereikte Roberts aandoening, die mogelijk het gevolg was van een eerder opgelopen syfilis, een nieuw hoogtepunt. In toenemende mate had hij last van Gehöraffektionen (gehoorhallucinaties): geluiden en opdringerige tonen, zelfs hele muziekstukken kwelden hem en hielden hem uit zijn slaap. Hij had ondraaglijke pijn en bij tijd en wijle hallucinaties. In zijn dagboek schreef hij hierover tot 17 februari 1854, daarna niet meer.
Op carnavalsmaandag 27 februari 1854 stortte hij zich vanaf de toenmalige pontonbrug in de Rijn om zich van het leven te beroven, maar werd door omstanders gered. Daarna werd hij op zaterdag 4 maart 1854 in de psychiatrische inrichting in Endenich, tegenwoordig Schumannhaus Bonn, opgenomen. Clara was in die periode zwanger van hun jongste zoon Felix en ging een tijdje bij een vriendin wonen. De artsen raadden haar af om haar man in deze beklagenswaardige toestand op te zoeken.
In menig biografie wordt de situatie zo voorgesteld als zou Robert zichzelf als potentieel gewelddadig hebben gezien. Uit angst zijn geliefde vrouw iets aan te doen zou hij zich vrijwillig bij de psychiatrische kliniek hebben laten opnemen. Voor deze visie is echter geen bewijs en zij geldt inmiddels als omstreden. In Roberts dagboeken is hierover niets te vinden. De bron voor deze zienswijze is de driedelige biografie over Clara die in 1908 verscheen: Clara Schumann. Ein Künstlerleben. Nach Tagebüchern und Briefen door Berthold Litzmann, Clara Schumanns eerste biograaf. Maar de dagboeken die door Marie Schumann aan hem waren toevertrouwd zijn door het nageslacht niet meer in te zien – hij of Marie zou ze hebben verbrand.
Clara bezocht haar man pas na twee jaar in de psychiatrische kliniek, twee dagen voor zijn dood. Sommigen denken dat Litzmann door zijn voorstelling van Robert als gevaar voor vrouw en kinderen Clara wilde behoeden voor het verwijt dat zij pas zo laat naar Robert toe was gegaan, zo ook Dieter Kühn in zijn Clara Schumann. Klavier. Clara zou na Roberts opname herhaaldelijk verzocht hebben haar man te mogen bezoeken maar van de behandelende arts geen toestemming hebben verkregen (Wolfgang Held: Clara und Robert Schumann).

### Een liefdesrelatie?

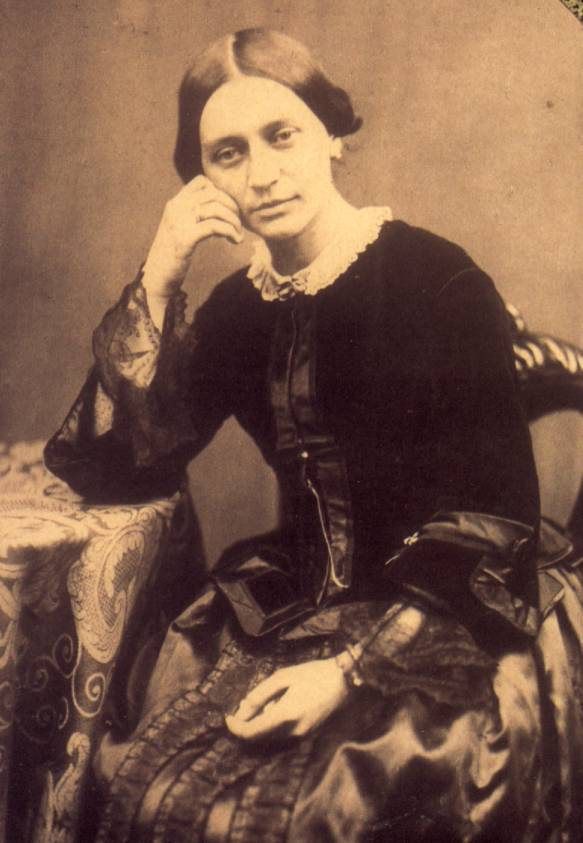
Clara Schumann rond 1853

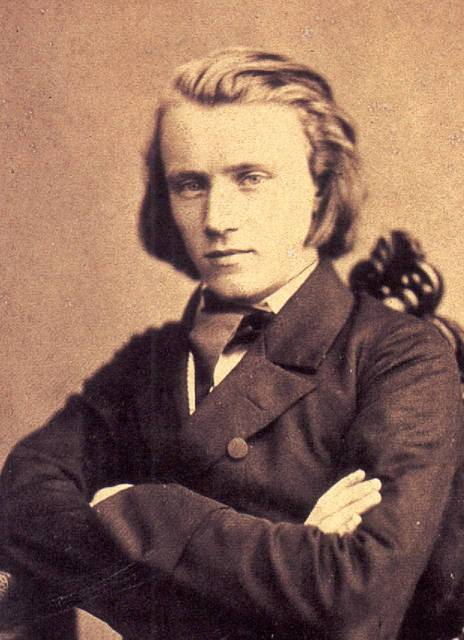
Johannes Brahms rond 1855

Elke recentere biografie over Clara Schumann buigt zich over de vraag wat er tussen Clara Schumann en Johannes Brahms speelde. Clara had de veertien jaar jongere componist in 1853 leren kennen en waarderen. Robert zorgde er met zijn essay Neue Bahnen voor de Neue Zeitschrift für Musik voor dat de tot dan toe onbekende kunstenaar onder de aandacht van het publiek werd gebracht.
Kort na de opname van Robert in Endenich intensiveerde het contact tussen Clara en Brahms. Het staat vast dat Brahms verliefd was op Clara, er zijn talloze brieven die hiervan getuigen. Wat er in de tijd tot 1856 werkelijk is gebeurd blijft in het duister, voornamelijk omdat Clara en Brahms met wederzijds goedvinden bijna al hun brieven tot 1858 hebben vernietigd. Evenwel hield alleen Brahms zich helemaal aan de afspraak, Clara bewaarde enkele brieven die iets over hun relatie prijsgeven.
Feit is dat Brahms een tijdlang bij Clara in Düsseldorf woonde. Sporadisch begeleidde hij haar ook op haar concertreizen. Hij had veel vaker in haar nabijheid willen zijn maar durfde het niet: "Ik dacht – als zo vaak – eraan om naar u toe te komen. Maar ik vreesde dat het ongepast zou zijn. Tegenwoordig komt alles in de krant."
In zijn brieven treffen we veel verschillende vormen van aanhef aan: van geachte mevrouw via dierbaarste vriendin of innig geliefde vriendin tot ten slotte geliefde mevrouw Clara. In de brief van 25 november 1856 zien we zijn overweldigende vreugde over het feit dat zij hem plotseling tutoyeert: Dierbaarste vriendin, hoe liefdevol kijkt het intieme woordje je me aan! Duizend maal dank hiervoor, ik kan niet ophouden het steeds weer te bekijken en te herlezen, nu ik het voor het eerst zie staan. Zelden heb ik een woord zo gemist als bij het lezen van uw laatste brief.
Hij had als jongere van de twee nooit gewaagd om haar voor te stellen om elkaar te gaan tutoyeren, en hij kan er nu maar langzaam aan wennen. In zijn brief van 31 mei 1856 schrijft hij zeer expliciet over liefde en tederheid:
Mijn geliefde Clara, ik wilde dat ik je zo teder kon schrijven als ik je bemin en zo veel liefs en goeds zou kunnen doen als ik het je wens. Je bent me zo oneindig lief dat ik er geen woorden voor kan vinden. Voortdurend wil ik je lieveling en andere lieve namen noemen zonder er ooit genoeg van te krijgen je te vleien. […] Jouw brieven zijn voor mij als kussen.
Clara's reactie op deze liefdesuitingen is onbekend. Na de dood van Robert wordt de toonzetting duidelijk nuchterder. Uit Brahms brieven spreekt nu voorzichtig medeleven. Uit de overgeleverde dagboekaantekeningen van Clara komt naar voren hoe ze zich zelf graag wilde zien: ze zou als roemrijke artieste de geschiedenis ingaan – en als liefhebbende echtgenote van Robert Schumann.
De verhouding tussen Clara, Robert en Brahms wordt in twee speelfilms belicht: Clara Schumanns große Liebe (Verenigde Staten, 1947) en Geliebte Clara (Duitsland, Frankrijk, Hongarije, 2008).

### De laatste decennia

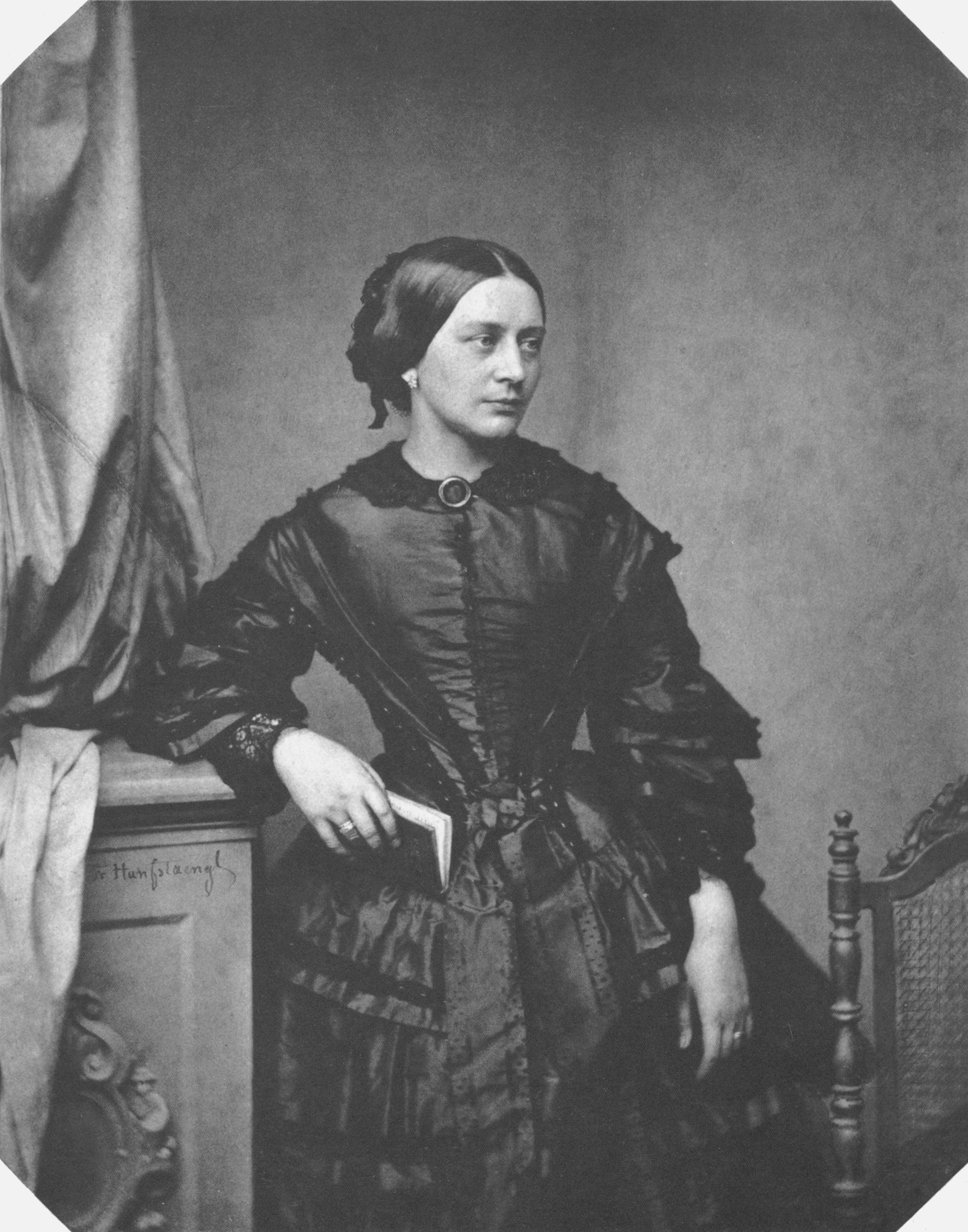
Clara Schumann, 1857

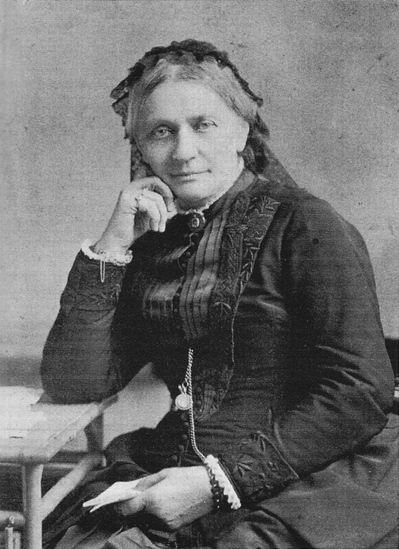
Clara Schumann, 1887

Na de dood van Robert plaatste Clara vijf van haar zeven kinderen uit huis. De oudste dochters Marie en Elise stuurde ze naar Leipzig, Julie naar Berlijn en Ludwig en Ferdinand naar Bonn. De twee jongsten, Eugenie en Felix hield ze vooralsnog bij zich. In oktober 1857 verhuisde ze naar Berlijn en in 1863 naar Baden-Baden.
Haar leven bleef gevuld met succesvolle concertreizen in talrijke steden in Duitsland en Europa. Ze was en bleef de overal gevierde pianiste. Haar zoon Ludwig, geestelijk en lichamelijk gehandicapt, betekende een belasting voor haar. Na een inzinking van Ludwig, liet ze hem in 1870 in een psychiatrische inrichting op slot Colditz opnemen. In 1899, inmiddels blind geworden, stierf hij aldaar.
Clara hield zich na Roberts dood ook bezig met het uitgeven van zijn werken en bevorderde hun publicatie bij Breitkopf & Härtel. Ze verzorgde tevens een uitgave van zijn geschriften en dagboeken. Toen in Frankfurt am Main het Dr. Hoch's Konservatorium werd opgericht, werd ze benoemd als docente met allerlei privileges. Op 12 maart 1891 gaf ze haar laatste concert, ze was toen 71.
Op 26 maart 1896 kreeg Clara een beroerte en enkele maanden later overleed ze op 76-jarige leeftijd. Overeenkomstig haar wens werd ze naast haar man op de Alter Friedhof in Bonn begraven. Op de Myliusstraße 32 in Frankfurt herinnert een gedenkplaatje aan de laatste plek waar ze werkzaam is geweest.

## Clara Schumann – de componiste

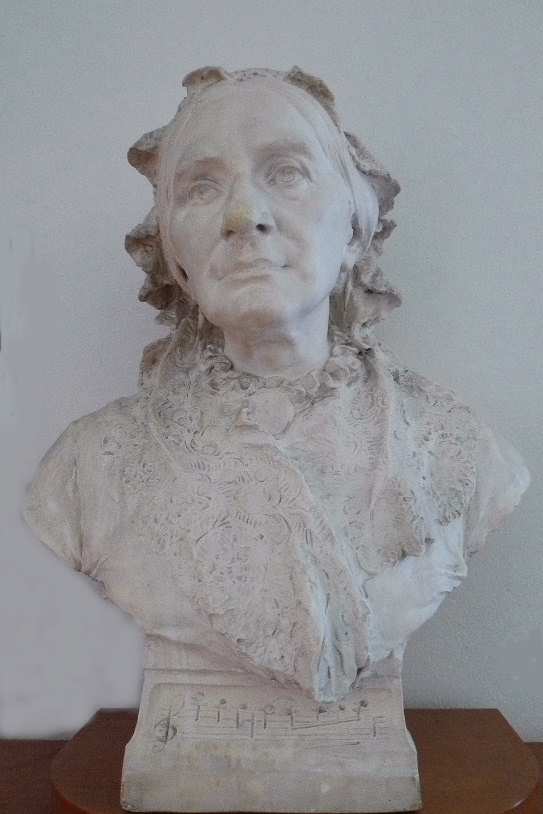
Friedrich Christoph Hausmann:
Clara Schumann, 1896

Terwijl Wieck de piano-opleiding zelf voor zijn rekening had genomen, stelde hij voor de overige vakken verschillende docenten aan. Al op jonge leeftijd kreeg Clara compositielessen van de Thomaner-koorleider Christian Theodor Weinlig en de kapelmeester Heinrich Dorn.
Hoewel er velen, waaronder ook componisten uit die tijd zoals Chopin, zeer te spreken waren over haar werk, was het moeilijk om als vrouw in de negentiende eeuw serieus genomen te worden en erkenning te krijgen als componist.
Het hoogtepunt van haar vroege werk is het pianoconcert in a-mineur op. 7 dat zij op vijftienjarige leeftijd voltooide. Dit concert beleefde zijn première op 9 november 1835 in het Gewandhaus in Leipzig onder leiding van Felix Mendelssohn, met Clara zelf achter de piano.
Over dit pianoconcert schreef de muziekrecensent Carl Ferdinand Becker dat er natuurlijk geen sprake kon zijn van een serieuze recensie over dit werk “omdat men hier met het werk van een dame van doen had”. Hans von Bülow stelt:
Reproductief genie kan men toeschrijven aan het schone geslacht, creatief genie echter met zekerheid niet … Een componiste zal nooit bestaan, enkel een abusievelijk gedrukte kopiiste …Ik geloof niet aan de feminiene vorm van het woord schepper. Ik heb overigens een bloedhekel aan alles wat maar enigszins naar vrouwenemancipatie riekt.— Hans von Bülow
Haar pianotrio op. 17 wordt door critici als het hoogtepunt van haar werk gezien dat ze ondanks zwangerschappen en economische problemen tot stand had gebracht. Zelf zegt zij erover: "Natuurlijk is en blijft het het werk van een vrouw waarbij het … aan kracht en hier en daar aan inventiviteit ontbreekt." Toch wordt dit trio ook tegenwoordig nog gespeeld.
Tot haar beste composities worden naast het pianotrio de drie liederen uit op. 12 en de drie romances voor viool en piano op. 22 gerekend.
Haar liederencyclus op. 13, waarin zij gedichten van Heinrich Heine, Emanuel Geibel en Friedrich Rückert op muziek zette, oogstte hoogste waardering van haar echtgenoot. Toch schrijft hij kort daarna over haar composities:
Clara heeft een aantal kleinere stukken geschreven, zo breekbaar en rijk aan muzikale inventiviteit als het haar vroeger niet lukte. Maar het hebben van kinderen en een fantast als man gaat niet samen met componeren. Het ontbreekt haar aan aanhoudende oefening. Dat raakt me vaak omdat op deze manier zo menige mooie ingeving verloren gaat die ze niet kan verwezenlijken.— Robert Schumann
Hoewel Clara Schumann een indrukwekkende lijst met werken heeft nagelaten heeft ze zich tijdens haar leven niet kunnen bevrijden van het oordeel van haar tijdgenoten. Wellicht heeft het componeren daardoor voor haar nooit de hoogste prioriteit gehad. Terwijl ze tijdens haar huwelijk nog componeerde stopte ze er na Roberts dood geheel mee. Haar complete oeuvre voor piano solo is op cd gezet door de Vlaamse pianist Jozef De Beenhouwer. Enkele werken zijn ook in de concertzaal tegenwoordig nog te horen, zoals het pianotrio en een aantal van haar liederen; ook van deze laatste bestaat een volledige opname, door Miriam Alexandra en Peter Gijsbertsen, begeleid door Jozef de Beenhouwer. Clara Schumann componeerde veel stukken voor haar eigen optredens, waarbij virtuositeit een grote rol speelde. Bij het negentiende-eeuwse publiek oogstten ze veel succes.

## Clara Schumann – de pianiste

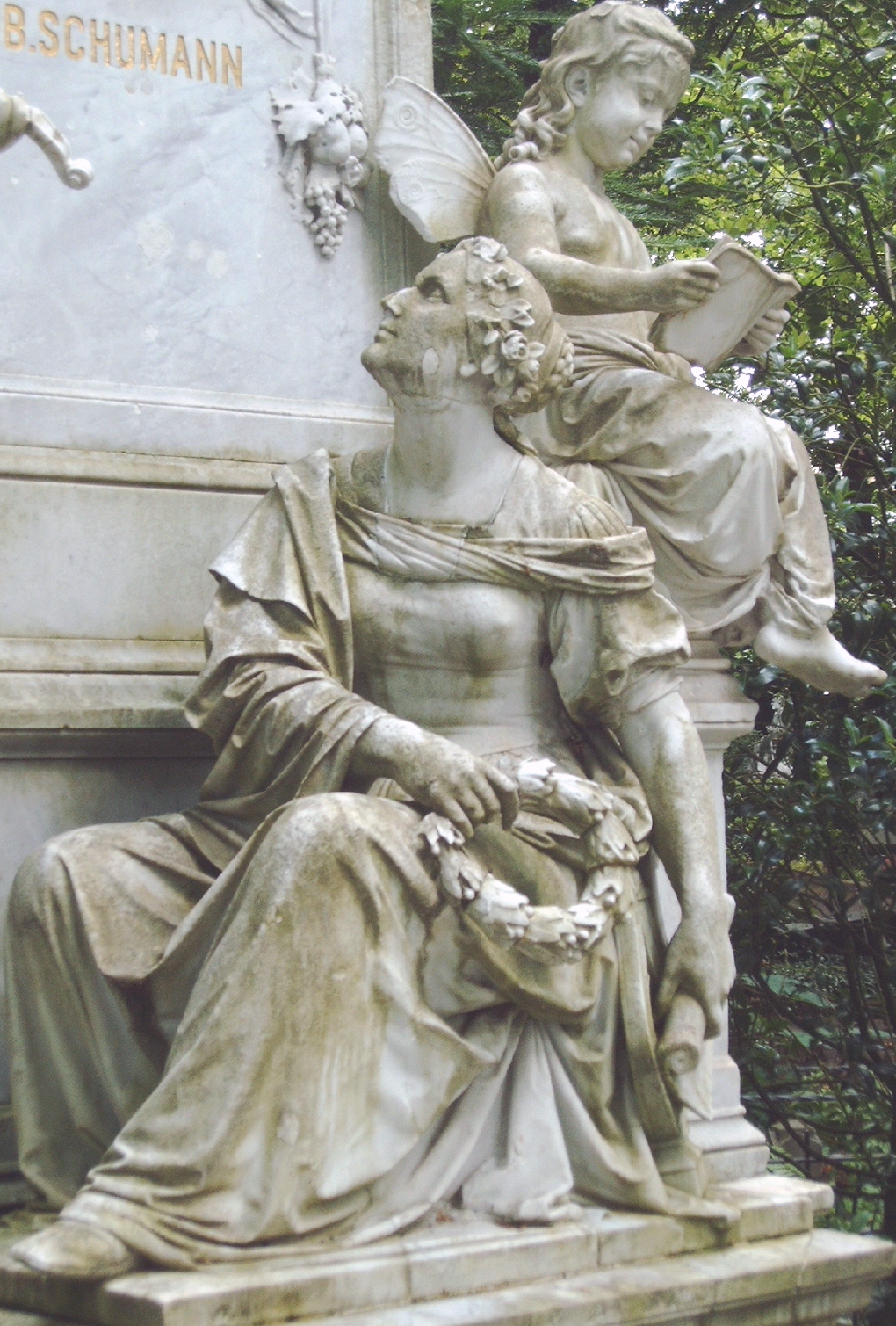
Monument op het eregraf op de Alter Friedhof in Bonn: Clara Schumann als muze aan de voeten van haar echtgenoot

Aan de vroeg negentiende-eeuwse horizon verscheen een reeks uitzonderlijke solisten, die met hun overweldigende virtuositeit op hun instrument het publiek in hun ban hielden. Hun solistische optredens waren enorm gewild. Publiekstrekkers waren bijvoorbeeld de violisten Niccolò Paganini, de duivelsviolist, en Joseph Joachim, met wie Clara talrijke concerten gaf. Onder de pianisten waren het naast Clara Schumann Franz Liszt, Frédéric Chopin, Sigismund Thalberg en Friedrich Kalkbrenner die als onovertroffen golden.
Er waren ook uiterlijke omstandigheden die de opkomst van de pianovirtuozen begunstigden: de technische constructie van piano's en vleugels werd in die tijd voortdurend verbeterd. De toonomvang werd uitgebreid en de klank versterkt door meer en sterkere snaren. Ook werd de constructie van het mechaniek steeds geraffineerder. In 1821 vond Sébastien Erard een nieuw repetitiemechaniek uit, zijn beroemde mechanisme à double échappement, dat virtuoos spel door snellere aanslagen na elkaar mogelijk maakte. Uitvoerenden en componisten maakten dankbaar gebruik van alle technische vernieuwingen.
Het bijzondere aan Clara Schumann is dat zij standhield in een door mannen gedomineerde wereld, gedeeltelijk tegen de weerstand van haar man in. Overal in Europa was ze een gevierd soliste, terwijl haar man onder het gevoel leed steeds om erkenning te moeten vechten. Haar internationale concertreizen voerden haar naar Parijs, Wenen, Moskou, Den Haag, Utrecht, Londen en vele andere steden. Ze liet zich niet beperken tot het spelen van populaire salonstukken maar maakte furore door het opnemen van Beethovensonates en werken van Bach en Mozart in haar concertprogramma's. Beethovens 5e pianoconcert was een van haar repertoirestukken, evenals het pianoconcert in a-mineur van Robert Schumann. Ook muziek van Mendelssohn, Chopin en Brahms zette ze op de rol. Daardoor heeft zij de basis gelegd voor het ontstaan van de moderne recitalprogramma's zoals ze nu nog steeds gebruikelijk zijn.
Op basis van 1300 bewaard gebleven programma's van haar openbare recitals is een statistische analyse uitgevoerd die haar toonaangevende rol bij de canonisering van het pianorepertoire aanschouwelijk maakt.
Clara Schumann kan worden beschouwd als een van de grootste pianisten van haar tijd die ook op de navolgende generaties grote invloed heeft gehad.

## Oeuvre

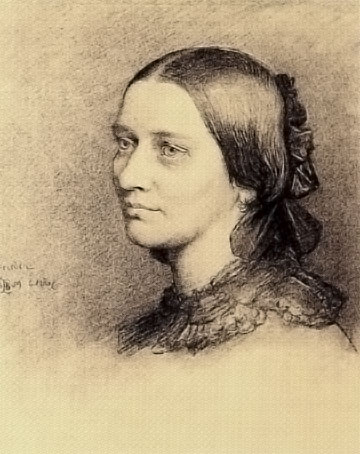
Clara Schumann, houtskooltekening door Eduard Bendemann, 6 maart 1859, Dresden

### Werken met opusnummer
- Quatre Polonaises pour le Pianoforte, op. 1 (1829/1830)
- Caprices en forme de Valse pour le Piano, op. 2 (1831/1832)
- Romance varié pour le Piano, op. 3 (eerste druk: 1833)
- Valses romantiques pour le Piano, op. 4 (1835)
- Quatre Pièces caractéristiques, op. 5 (1833?, 1835/1836)
- Soirées Musicales, op. 6 (1834–1836)
- Premier Concert a pour le Piano-Forte, avec accompagnement d'Orchestre, op. 7 (1833–1835)
- Variations de Concert pour le Piano-Forte sur la Cavatine du Pirate de Bellini, op. 8
- Souvenir de Vienne, Impromptu pour Piano-Forte, op. 9 (1838)
- Scherzo pour le Pianoforte, op. 10 (1838)
- Trois Romances pour le Piano, op. 11 (1838/1839)
- Zwölf Gedichte aus F. Rückerts Liebesfrühling für Gesang und Pianoforte von Robert und Clara Schumann, op. 12 (Liederen Nr. 2, 4 en 11 door Clara, ook te vinden in Robert Schumanns op. 37) (1841)
- Sechs Lieder mit Begleitung des Pianoforte, op. 13 (Kerstmis 1840: Nr. 1, eerste versie. Januari 1844: eerste druk hele op. 13)
- Deuxième Scherzo pour le Pianoforte, op. 14 (1841)
- Quatre Pièces fugitives pour le Pianoforte, op. 15 (1840–1844?)
- 3 Praeludien und Fugen für das Pianoforte, op. 16
- Trio in g-mineur voor piano, viool en violoncello, op. 17 (1846)
- op. 18 en op. 19 ontbreken
- Variationen über ein Thema von Robert Schumann für Pianoforte, op. 20, aan Robert Schumann opgedragen (1853)
- Drei Romanzen für das Pianoforte, op. 21 (1853)
- Drei Romanzen für Pianoforte und Violine, op. 22 (1853/1855)
- Sechs Lieder uit Jucunde van Hermann Rollett op. 23 (1853)

### Werken zonder opusnummer
(deels niet uitgegeven)
- Variationen über ein Originalthema
- Rondo h-moll
- Andante und Allegro
- Marsch Es-dur
- Etüde (1830)
- Variationen über ein tyroler Lied für Klavier (1830)
- Lied Der Wanderer (1831, ook toegeschreven aan Friedrich Wieck)
- Lied Der Wanderer in der Sägemühle (1832, ook toegeschreven aan Friedrich Wieck)
- Lied Walzer (1833?)
- Lied Der Abendstern (ongedateerd, ongeveer 1833/1834)
- Lied Am Strande (1840)
- Volkslied: Es fiel ein Reif in der Frühlingsnacht (1840)
- Lied Die gute Nacht, die ich dir sage (1841)
- Sonatina g-moll (1841/1842)
- Lied Loreley (1843)
- Lied Oh weh des Scheidens, das er tat (1843)
- Impromptu E-dur (1843/44, eerste uitgave 1885 in Album de Gaulois)
- Lied Mein Stern (1846)
- Lied Beim Abschied (1846)
- Präludium f-moll (1846)
- Concertino f-moll für Klavier und Orchester (1 deel) (1847)
- Drei gemischte Chöre (Abendfeier in Venedig; Vorwärts; Gondoliera) (1848, gecomponeerd voor Robert Schumanns 38e verjaardag)
- Lied Das Veilchen (1853)
- Romanze a-moll für Klavier (1853, oorspronkelijk als op. 21/1 bedoeld)
- Romanze h-moll für Klavier (Kerstmis 1856; Liebendes Gedenken! Clara)
- Cadensen voor het 3e en 4e pianoconcert van Beethoven in G-majeur en c-mineur

## Afbeeldingen van Clara Schumann

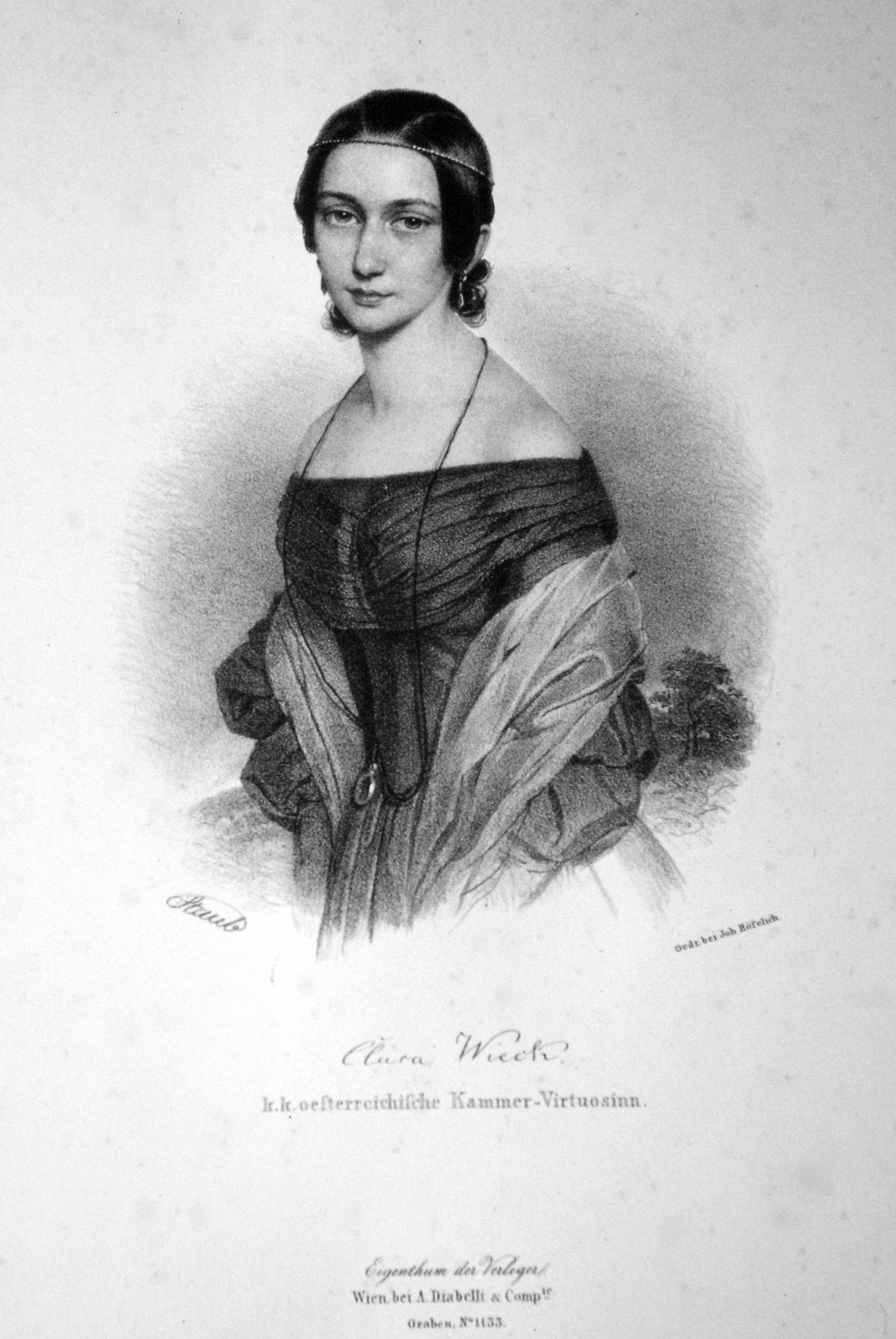
Lithografie door Andreas Staub, 1838

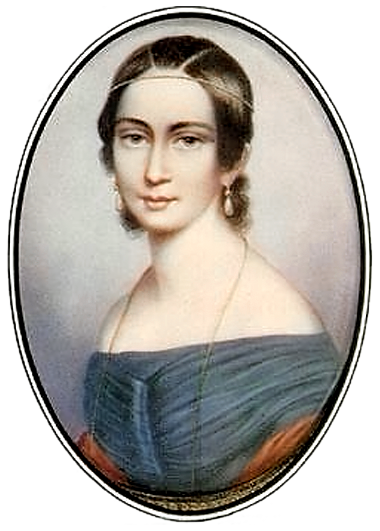
Medaillon geïnspireerd door de lithografie van Andreas Staub

Er zijn talrijke afbeeldingen van Clara Schumann. De lithografie van Andreas Staub uit 1838 geeft zoals toen gebruikelijk een geïdealiseerd beeld weer. Clara maakte hier een kritische opmerking over in een brief aan Robert. De daguerreotypien van haar laten een ander gezicht zien. Met veel afbeeldingen was ze niet tevreden; het meest treffend vond ze zelf de pasteltekening van Franz von Lenbach uit 1879. Hier is zij bijna zestig jaar (zie afbeelding aan het begin van het artikel).

## Eerbetoon

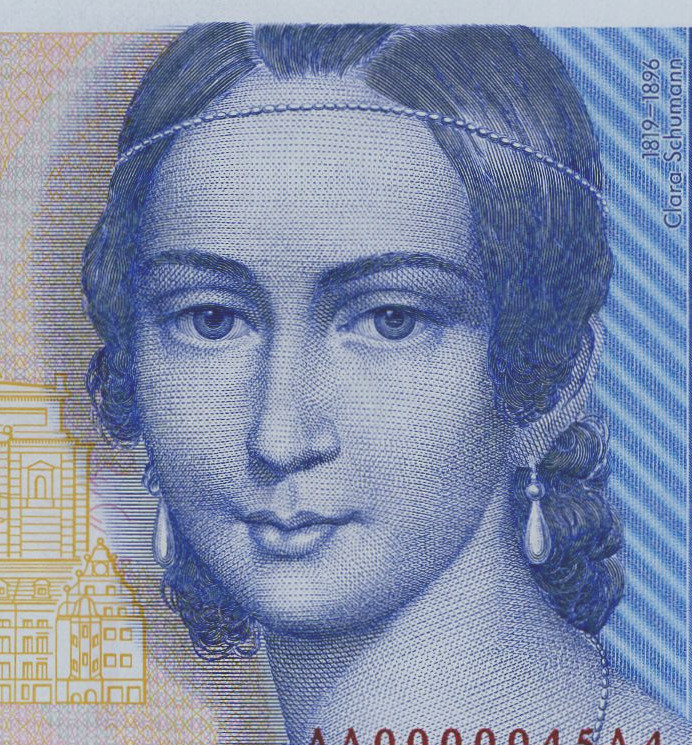
Clara Schumann op het biljet van honderd Duitse mark

De Duitse post gaf op 13 november 1986 een zegel uit ter ere van Clara Schumann in de langlopende serie Vrouwen uit de Duitse geschiedenis. Op het voormalige biljet van 100 Duitse Mark was de lithografie met haar beeltenis van Andreas Staub te zien.
Verder zijn er in veel steden scholen, muziekscholen en straten naar Clara Schumann genoemd.
In Schmorsdorf bij Maxen (bij Dresden) staat het kleine Lindenmuseum Clara Schumann naast een eeuwenoude linde, die door haar en haar echtgenoot werd bezocht toen ze bij het echtpaar Serre verbleven. Daarnaast is een deel van de presentatie in het Robert-Schumann-Haus in Zwickau en het Schumannhaus in Leipzig aan haar gewijd.

### Speelfilms
- Träumerei (1944). Regie Harald Braun. Hoofdrollen: Hilde Krahl en Mathias Wieman. Clara wordt neergezet als succesvolle pianiste en echtgenote van Robert Schumann.
- Song of Love (1947. Regie Clarence Brown.Hoofdrollen: Katharine Hepburn en Paul Henreid. Bewerking als korte film onder de naam The Schumann Story (1950).[14]
- Frühlingssinfonie (1983). Regie Peter Schamoni. Hoofdrollen: Nastassja Kinski en Herbert Grönemeyer (en met Rolf Hoppe, Gidon Kremer, Bernhard Wicki). Belicht Clara's leven van haar negende tot haar eenentwintigste levensjaar.
- Chère Clara, 2008. Regie Helma Sanders-Brahms. Hoofdrol: Martina Gedeck. De film was vanaf 4 december 2008 in de Duitse bioscopen te zien nadat hij in Frankrijk succes oogstte.

### Toneelstukken
- Die Pianistin. Ein Nachspiel (2010). Muziektheater voor twee personen. Boek en idee: Katrin Schinköth-Haase, muziek: Maria-Clara Thiele. Katrin Schinköth-Haase (acteerwerk en zang) und Maria-Clara Thiele (acteerwerk en pianospel) laten de twee kanten van Clara Schumann, haar genialiteit en haar innerlijke verscheurdheid zien.[15]
- Valeria Moretti: Clara Schumann, voorstelling in Teater Caravan, Split, met Ksenija Prohasnka en Iryna Smirnova.[16]
- Heimliches Flüstern (2012, Opernloft, Hamburg). Voor sopraan und mezzosopraan van Susann Oberacker en Inken Rahardt. Liederen en pianowerken van Clara Schumann, Robert Schumann en Johannes Brahms.[17]

### Hommage
- Omdat het in 2019 200 jaar geleden was dat Schumann werd geboren, werd in 2019 in deSingel in Antwerpen een dag rond haar georganiseerd onder de titel An Clara. Er werd een cursus georganiseerd, de film Geliebte Clara werd vertoond en verscheidene muzikanten en orkesten speelden haar composities. Onder anderen Jozef De Beenhouwer, het Trio Khaldei, Christiane Karg en Malcolm Martineau verleenden hun medewerking.[18]

- Bibsys: 90520395
- Biblioteca Nacional de España: XX931184
- Bibliothèque nationale de France: cb140298711 (data)
- Catàleg d'autoritats de noms i títols de Catalunya: 981058521480706706
- CiNii: DA00660928
- Gemeinsame Normdatei: 11861164X
- International Standard Name Identifier: 0000 0001 2130 5653
- Library of Congress Control Number: n50003165
- Nationale Bibliotheek van Letland: 000036717
- MusicBrainz: 36df8e64-6ec6-4342-9045-e962ab9effb3
- Bibliotheek van het Japanse parlement: 00455829
- Nationale Bibliotheek van Tsjechië: ola200142381
- Nationale bibliotheek van Australië: 35066443
- Nationale Bibliotheek van Israël: 987007267753405171
- Nationale Bibliotheek van Polen: a0000001768787
- Nationale en Universitaire bibliotheek Zagreb: 000048225
- Nederlandse Thesaurus van Auteursnamen: 068171129
- Istituto Centrale per il Catalogo Unico: CFIV098678
- LIBRIS: 207352
- SNAC: w6959pts
- Système universitaire de documentation: 028697804
- Trove: 816675
- Virtual International Authority File: 44499359
- WorldCat: E39PBJycMGHTwjPYVtgR6HdbBP